# Fußballgott
Fußballgott (auch in der Schreibweise Fußball-Gott) ist ein im Sportjournalismus und Fußballjargon verwendeter Begriff mit zwei verschiedenen Bedeutungen: Zum einen die personenbezogene Verwendung, die sich auf einzelne Spieler, gelegentlich auch auf Trainer, bezieht, die nach Einschätzung durch Sportreporter oder das Publikum „Göttern gleich Fußball zu spielen“ vermöchten und denen auf dem Platz alles gelinge.
In einer weiteren Bedeutungsebene steht die Bezeichnung – meist in emotionalisierter Ohnmachtssituation oder ironisch geäußert – für „eine höhere Fußballinstanz auf metaphysischer Ebene […], die insbesondere für ausgleichende Gerechtigkeit“ sorge oder – bei Anrufung vor einem Spiel – sorgen solle, dies aber nicht immer tue.

## Begriffsverwendung im Fußballjargon
Gerade weil es im Fußball öfters zu knappen und unerwarteten Siegen oder Niederlagen kommt, sehen sich Sportmoderatoren, Trainer, Spieler, Club-Verantwortliche und Fans in der Kürze der Zeit in Erklärungsnot und schieben die Verantwortung für den Spielausgang unter anderem dem Fußballgott zu.
Der Gebrauch von Ritualen werde nach Emile Durkheim im Fußball wie im religiösen Umfeld als ganz ähnlich funktionierende Bestätigung eines Kollektivs gesehen. Ebenso hätten antike Kulte und moderner Sport Parallelen in magischen wie religiösen Ritualen, Riten und Begriffsverwendungen. Die Parallelen erstrecken sich ebenso auf moderne religiöse Praktiken und Vorstellungen. Der Gottesbegriff werde ebenso in der „Sensationsrhetorik der Medien“ erhöhend oder dramatisierend in der Form eines „Fußballgottes“ verwendet. Ein überzogener Leistungsanspruch beim Sport, der sich auch in der Vergötterung bzw. übertriebener individueller Heraushebung einzelner Spitzenathleten abbildet, ist bereits im 19. Jahrhundert angesichts der olympischen Bewegung von der Kulturkritik wie von christlicher Seite abgelehnt worden. Der evangelische Theologe Helmut Thielicke warnte 1966 im Zusammenhang mit dem Leistungssport, wo der „Übermensch“ kultiviert werde, sei der „Unmensch“ nicht weit.

## Der Spieler – ein Fußballgott
Im deutschen Sprachraum fand eine der bekanntesten medialen Bezeichnungen eines Spielers als „Fußballgott“ im Endspiel der Weltmeisterschaft 1954 in Bern statt. In den ersten acht Minuten der ersten Halbzeit verschuldete der deutsche Torwart Toni Turek ein Tor der Ungarn, steigerte sich jedoch und verteidigte sein Tor mit außergewöhnlichen Paraden. Eine davon, die zum sogenannten Wunder von Bern beitrug, kommentierte der Hörfunkreporter Herbert Zimmermann mit:

„Buzánszky versucht Kocsis einzusetzen. Kocsis kommt nicht an den Ball. Die Verteidiger der Ungarn müssen weit mit aufrücken, jetzt heben sie den Ball in den deutschen Strafraum hinein – Schuss! – Abwehr von Turek! Turek, du bist ein Teufelskerl! Turek, du bist ein Fußballgott!“

Die Verwendung des Wortes „Fußballgott“ schlug hohe Wellen; Kirchenvertreter tadelten sie und der damalige Bundespräsident Theodor Heuss stellte fest: „Bei aller Begeisterung, das geht zu weit.“ Zimmermann wurde zum zuständigen Intendanten beordert und musste sich noch einmal öffentlich für seine blasphemische Wortwahl entschuldigen. Es wurde diskutiert, ob Zimmermann weiterhin als Sportreporter arbeiten dürfe. Neben den „Helden von Bern“ wurde auch später gelegentlich die Benennung „Fußballgötter“ auf die ganze Mannschaft übertragen.
In den folgenden Jahrzehnten wurden noch mehrfach Spieler als „Fußballgott“ bezeichnet, in Deutschland waren dies etwa in Sprechchören Jürgen Kohler oder Alex Meier, in der Schweiz Marc Zellweger (in 14 Saisons über 500 Spiele für den FC St. Gallen) oder Erich Hänzi (beim BSC Young Boys) und in Österreich etwa Hans Krankl nach zwei Toren in Córdoba bei der Fußball-Weltmeisterschaft 1978 beim 3:2-Sieg gegen die deutsche Fußballnationalmannschaft oder der Rekordspieler des SK Rapid Steffen Hofmann.
Guido Schröter veröffentlichte ab 2004 die Comicreihe Fußballgötter, die in der Samstag-Ausgabe der Süddeutschen Zeitung erschien. Bei der Fußball-Weltmeisterschaft 2006, der Fußball-Europameisterschaft 2008 und der Fußball-Weltmeisterschaft 2010 erschien die Reihe täglich in verschiedenen Zeitungen und in Zusammenfassung wurden auch Comicalben unter demselben Titel publiziert.
Selbst Zweit-, Dritt- oder Regionalligavereine verwenden ab und zu die Bezeichnung „Fußballgott“ für einen besonders beliebten und erfolgreichen fußballerischen Lokalmatador. Obwohl Frauenfußball in den letzten Jahren eine größere Präsenz in den Medien erreicht hat, ist die Verwendung des Begriffes „Fußballgöttin“ nicht etabliert.
Auch im nicht-deutschsprachigen Raum sind Entsprechungen des Begriffes „Fußballgott“ bekannt und werden medial verwendet, etwa das dänische fodboldgud und im amerikanischen Englisch soccer god. Im Französischen gibt es le (semi-)dieu du foot(ball) („der [Halb]Gott des Fußballs“), im Japanischen findet der Begriff Kami allgemeine Verwendung für einen Gott und kann sich auch auf Personen beziehen, die auf ihrem Gebiet herausragend sind. Im Spanischen bezeichnet el dios del fútbol herausragende Spieler (z. B. Lionel Messi).

### Assoziierte Begriffe

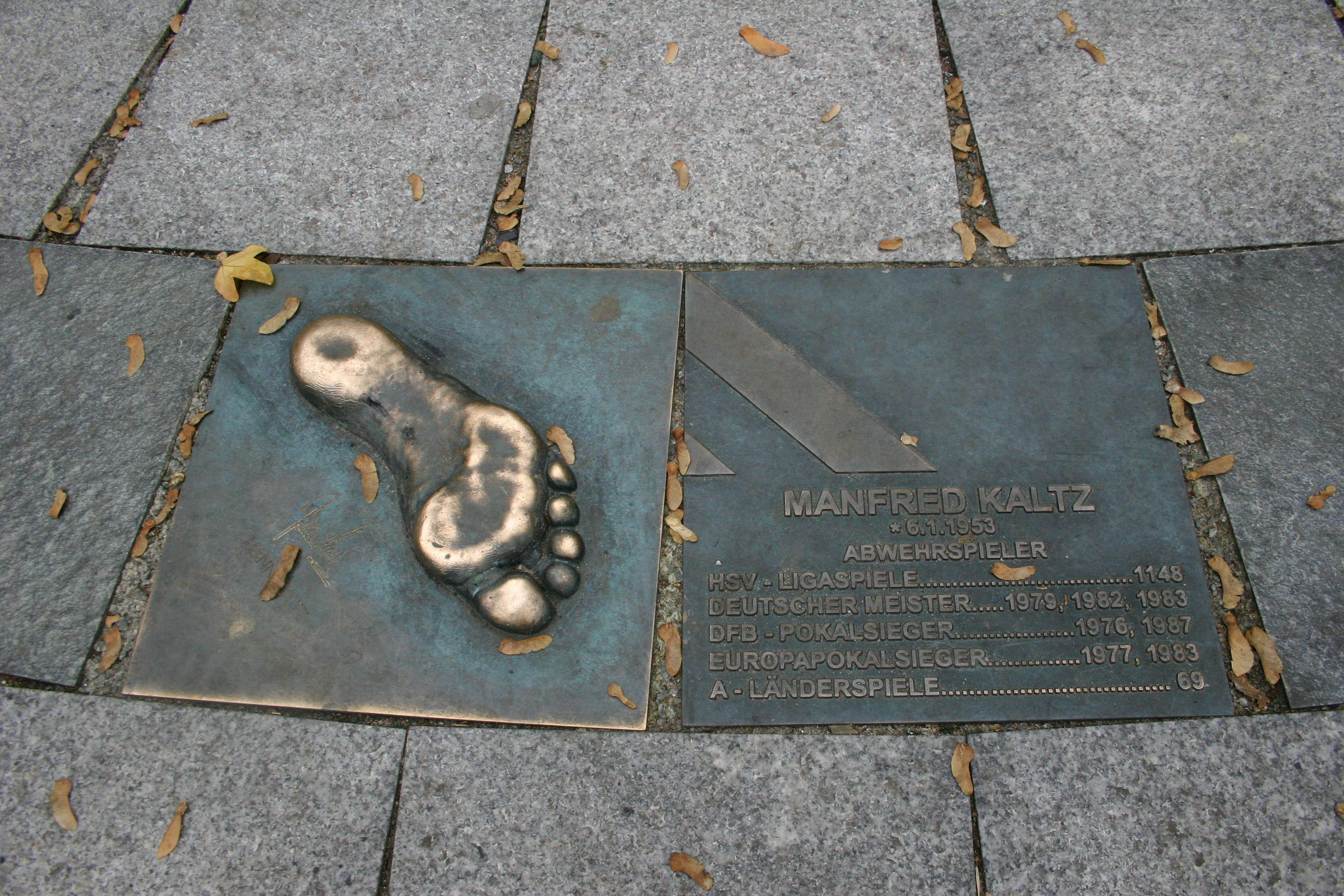
Fußabdruck eines „Flankengottes“ auf dem „Walk of Fame“ vor dem Hamburger Volksparkstadion

Übermenschliche, (halb-)gottgleiche, mythologische Erhöhung von Personen findet sich bei weiteren sportjournalistischen Verwendungen
„Flankengott“: Diese Bezeichnung wird für einen Spieler verwendet, der sich dadurch auszeichnet, dass er häufig in einem Spiel zum genau richtigen Zeitpunkt und technisch perfekt den Ball von der rechten oder linken Seite so vor das Tor flankt, dass die Stürmer dadurch die Möglichkeit erhalten, Tore zu erzielen. Der Brite David Beckham und die Deutschen Rüdiger Abramczik, Manfred Kaltz und Reinhard „Stan“ Libuda erhielten von Fans und in den Medien diese Bezeichnung.
„Rehakles“: Nachdem der deutsche Fußballtrainer Otto Rehhagel die griechische Fußballnationalmannschaft bei der Euro 2004 in Portugal völlig unerwartet zum ersten und bisher einzigen Europameistertitel geführt hatte, gaben ihm die Medien den Spitznamen „Rehakles“, im Deutschen ein Anagramm von Herakles (Herkules), Sohn des Zeus, der zwölf nahezu unlösbare Aufgaben bewältigte. Im Griechischen wurde das Kofferwort zu Rehakles – Ρεχακλής verwendet, gebildet aus Ότο Ρεχάγκελ und Ηρακλής.
„El Salvador“ (‚der Erlöser‘), niederländ. de verlosser, auch mit Anspielung auf die Initialen J.C. seines Namens, war die Bezeichnung, die Johan Cruyff im katalanischen Barcelona von den Medien erhielt, nachdem er 1974 als Ideengeber und Motivator der Mannschaft den FC Barcelona nach 14 Jahren wieder zur Meisterschaft führte und in diesem Jahr dazu maßgeblich beitrug, Real Madrid im heimischen Estadio Santiago Bernabéu mit 0:5 zu schlagen.

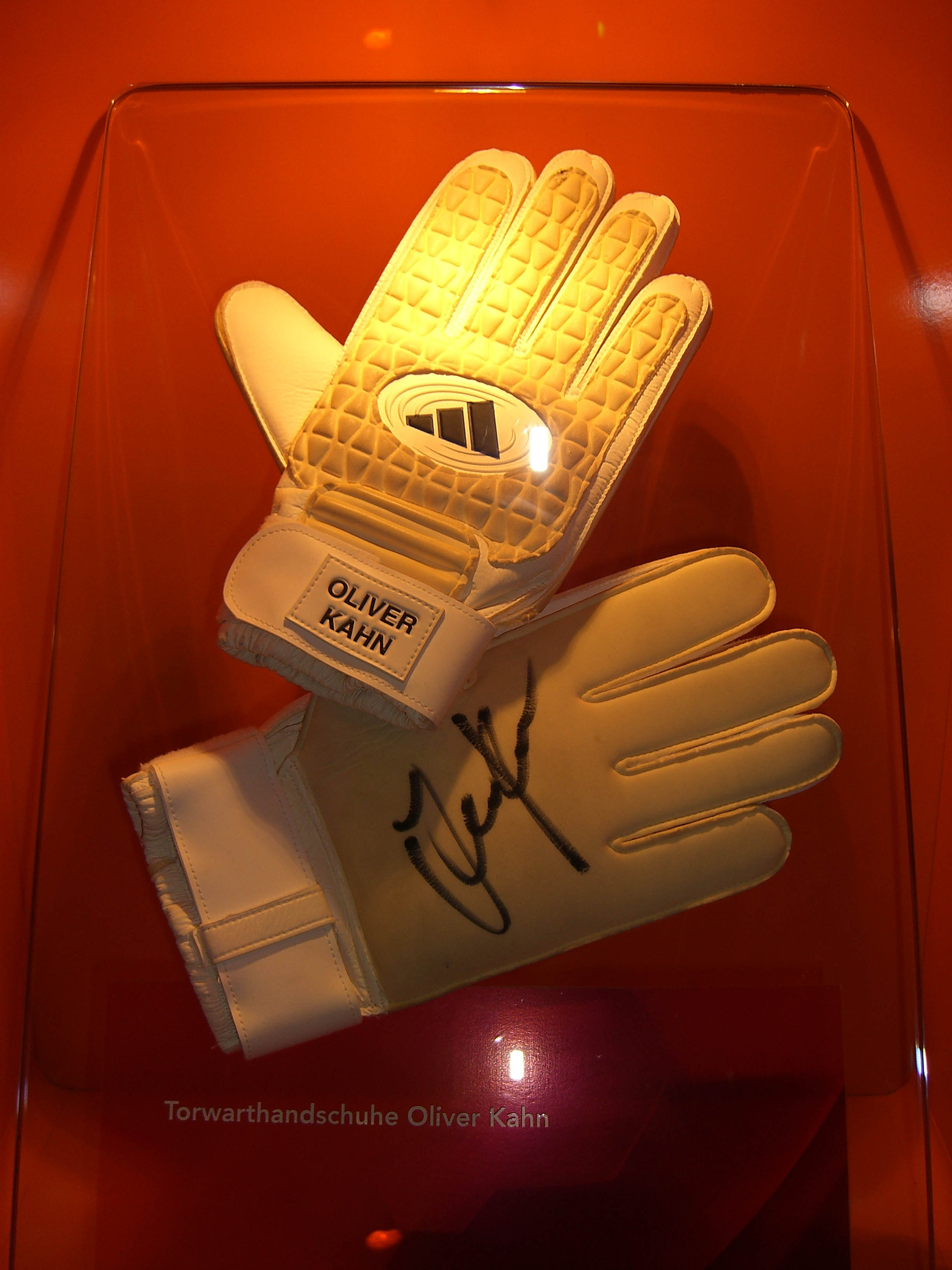
Handschuhe eines „Torwart-Titanen“

„Torwart-Titan“: Die Titanen der griechischen Mythologie waren Riesen in Menschengestalt und ein mächtiges Göttergeschlecht – das griechische Wort τιταίνω titainō bedeutet „sich recken“. Diese Bezeichnung als „Torwart-Titan“ ist hauptsächlich mit dem langjährigen deutschen Nationaltorhüter Oliver Kahn verbunden, wird aber gelegentlich auch für andere Torhüter verwendet.
Auch Körperteile von Spielern können (pars pro toto) in diese Überhöhung einbezogen werden.
- Hand: Während der Fußball-Weltmeisterschaft 1986 in Mexiko erzielte Diego Maradona im Spiel Argentinien-England ein Tor mit der Hand, indem er den Ball über den vor ihm stehenden englischen Torwart faustete. Der Schiedsrichter gab das Tor, und Maradona sprach später von la mano de Dios (der „Hand Gottes“), die teilweise für das Tor verantwortlich gewesen sei.[31] Die Assoziation Hand Maradonas / Hand Gottes wurde in der Iglesia Maradoniana neureligiös-parodistisch weiterentwickelt, in der Maradona als D10S bezeichnet wird.
- Ferse: Die spanische Sportzeitung Marca brachte einen Bericht über ein Spiel zwischen Deportivo La Coruña und Real Madrid mit einem gelungenen Hackentrick von Guti unter dem Titel El Tacón de Dios („Die Ferse Gottes“).[32][33]
- Kopf: Im französischen Sprachraum wurde der Übername Le divin chauve („Der göttliche Kahlköpfige“) mehreren Fußballspielern verliehen: dem Argentinier Alfredo Di Stéfano (trotz Halbglatze), dem Franzosen Fabien Barthez und dem Serben Slađan Đukić.

## Der Fußballgott – eine metaphysische Fußballinstanz
Nach Kreutzer besteht unter den Anrufern des „mythisch medial konstruierte[en] Fußballgott[es]“ kein Konsens, ob er „ein gerechter Gott [ist], der nach nachvollziehbaren ethischen Kriterien (bessere Leistung, fairere Mannschaft, […]) handelt“ oder ob sie „von einem Willkür-Gott aus[gehen], dessen Gunsterweis eben keiner Ethik und keiner Logik folge“. In einer Umfrage 2003 äußerten sich mehrere professionelle Fußballspieler zustimmend, dass es einen „Fußballgott“ gebe („Ich denke, dass es einen gibt. Man wird belohnt, wenn man hart arbeitet, wenn man Gas gibt.“).
Während der Fußball-Weltmeisterschaft 2006 in Deutschland verneinte die damalige Bischöfin Margot Käßmann einen „Fußballgott“ und betonte, Gott sei „vereinsfrei“. Oliver Kahn betonte ebenso, Gott wäre nicht fußballspezifisch, sondern für alle Christen da. Der Erzbischof von Berlin, Rainer Maria Kardinal Woelki, brachte zum Ausdruck, es gebe keinen „Fußballgott“, sondern „nur Sieger oder Verlierer“. Sportprälat Karlheinz Summerer sieht das wiederholte Beschwören eines „Fußballgottes“ als „ganz und gar unangebracht“ an und verwies auf das erste der zehn Gebote (Ex 20,2 ). Wer als Christ um die Liebe Gottes wisse, wer auf sie vertraue und an sie glaube, binde sich an keine Götter.
Als am Ende der Fußball-Bundesliga-Saison 2000/01 am letzten Spieltag der FC Bayern München in letzter Minute zum 16. Mal die deutsche Meisterschaft knapp vor dem Schalke 04 errang, wurde dies von Fans und Offiziellen des Vereins als große Ungerechtigkeit und Enttäuschung empfunden. Der damalige Schalker Manager Rudi Assauer äußerte sich dazu: „Ab heute glaube ich nicht mehr an den Fußballgott.“ Die Münchner Abendzeitung konterte dieses „Herzschlagfinale“ mit „Gott ist ein Bayer!“ und vor dem folgenden Champions-League-Finale (das auch vom FC Bayern München gewonnen wurde) riet die Bild-Zeitung: „Fußballgott, zieh die Lederhose an!“
Im Mai 2012 wurde für das Finale der UEFA Champions League 2011/12 in München über mehrere Tage eine Fernsehwerbung gesendet, in der das Vater Unser paraphrasiert und mit Fußballszenen unterlegt wurde. Die Evangelische Kirche in Deutschland und der evangelische Landesbischof von Bayern Heinrich Bedford-Strohm protestierten.
Die Welt veröffentlichte im Oktober 2006 eine Glosse zur Premiere des Films Deutschland. Ein Sommermärchen (Regisseur Sönke Wortmann) im Stile des Alten Testaments: „Das erste Buch Franz […] Am Anfang war das Chaos. Finsternis lag über Deutschland“.

## Übernahme in Buchtiteln
- Franzobel: Mundial. Gebete an den Fussballgott (= Essay 45). Mit Illustrationen von Carla Degenhardt. Droschl, Graz u. a. 2002, ISBN 3-85420-592-9.
- David Kadel:  Fußball Gott. Erlebnisberichte vom heiligen Rasen. Schulte & Gerth, Asslar 2002, ISBN 3-89437-764-X.
- Andreas Merkt (Hrsg.): Fußballgott. Elf Einwürfe (= KiWi-Paperback 931). Kiepenheuer & Witsch GmbH, Köln 2006, ISBN 3-462-03666-1.
- Jan Weiler, Hans Traxler: Gibt es einen Fußballgott? Kindler, Reinbek bei Hamburg 2006, ISBN 3-463-40501-6.
- Werner Raupp: Toni Turek – „Fußballgott“. Eine Biographie. Arete Verlag, Hildesheim 2019, ISBN 978-3-96423-008-9.